# Forstau
Forstau è un comune austriaco di 522 abitanti nel distretto di Sankt Johann im Pongau, nel Salisburghese.